# Закони Сінгапуру
Правова система Сінгапуру базується на англійській системі загального права. Основні сфери права - зокрема адміністративне право, договірне право, справедливість та трест, право власності та деліктне право — значною мірою визначаються судом, хоча певні аспекти деякою мірою були змінені статутами. Однак інші галузі права, такі як кримінальне право, корпоративне право та сімейне право, мають майже повністю законодавчий характер.
 
Крім посилань на відповідні сингапурські справи, судді продовжують посилатися на англійське прецедентне право. У наші дні також спостерігається більша тенденція до розгляду рішень важливих юрисдикцій Співдружності, таких як Австралія та Канада, особливо якщо вони застосовують інший підхід від англійського законодавства. Сінгапурці дуже дбайливо ставляться до чистоти навколишнього середовища, а тому вигадали низку незвичних законів та заборон щодо користування деякими речами та встановили високі штрафи для порушників цих правил.
Сінгапурське суспільство сильно регулюється через криміналізацію багатьох видів діяльності, які в інших країнах вважаються досить нешкідливими. Сюди можна віднести незмивання туалетів після використання,  засмічення, необережне ходіння вулицями (jaywalking)  володіння порнографією,  продаж жувальної гумки. Тим не менше, Сінгапур є однією з країн з найменшим рівнем злочинів у світі з низькою частотою насильницьких злочинів. Сінгапур зберігає як тілесні покарання (у вигляді канінгу (биття палицею), так і смертну кару (шляхом повішення) як покарання за тяжкі злочини. За деякі правопорушення, зокрема, торгівля наркотиками  визначеної кількості, накладення цих покарань є обов'язковим.

## Заборона жувальної гумки
Сінгапурці не на жарт захопилися збереженням чистоти на вулицях країни. Заборона жувальної гумки — це цілком обґрунтований хід, бо її часто викидали просто на вулицях, а також вона прилипала до стрічок дверей в метро, що в свою чергу заважало злагодженій роботі електропоїздів.
Тепер жувальну гумку можна купити лише в аптеці за рецептом лікаря, а правопорушників штрафують на три тисячі доларів або саджають на два роки у в'язницю, чи позбавляють ліцензії на роботу. Для тих, хто використовував жувальну гумку в публічному місці та, або, викинув її на вулиці, існує штраф у розмірі тисячі місцевих доларів.

### Штрафи за викинуте сміття чи недопалок
Штрафи за викинуте на вулиці чи на пляжі сміття або недопалок від сигарети також є в багатьох інших країнах. Сума, яку треба заплатити за штраф практично така ж як і за жувальну гумку, але тут ще й в якості штрафу порушнику необхідно прибирати сміття на пляжах протягом 3 годин 2 тижні. Але, якщо порушник попадеться знову, його чекає ув'язнення.

### Куріння в громадських місцях
Куріння в ресторанах, кафе, пабах, барах, готелях категорично заборонено.

### Годування бездомних тварин та птахів
Підгодовка бродячих тварин у Сінгапурі заборонена. За це також дають штрафи. Це можливо спричинено тим, що бродячі тварини та птахи переносять багато вірусних та інфекційних хвороб.

### Штраф за неспущену воду в туалеті
У Сінгапурі діє закон, яки забороняє не спускати воду в туалеті. Порушників за таке карають штрафом у розмірі 500 доларів.